# 3083 OAFA
أو أي أف أي (ويعرف أيضًا باسم 3083 أو أي أف أي وفق تسمية الكوكب الصغير) (بالإنجليزية: OAFA)‏ هو كويكب ضمن حزام الكويكبات؛ وترتيبه 3083 من حيث الاكتشاف.
اكتُشف هذا الجُرم الفلكي بواسطة Félix Aguilar Observatory ‏ في 17 يونيو 1974، وأُطلق عليه هذا الاسم نسبةً إلى Félix Aguilar Observatory ‏.

## وصلات خارجية
- 3083 OAFA في قاعدة بيانات مختبر الدفع النفاث لأجرام النظام الشمسي الصغيرة

- الاكتشاف · مخطط المدار ·  العناصر المدارية · المعلمات المادية

- 3083 OAFA على موقع ويكي سكاي: DSS2, SDSS, GALEX, IRAS, Hydrogen α, X-Ray, Astrophoto, Sky Map, Articles and images